# Kareni
Karenii, cunoscuți și cu numele de kayin sau kariang, sunt un grup de popoare vorbitoare de limbi sino-tibetane. Grupul în ansamblu este eterogen și disparat, deoarece multe grupuri karene nu se se identifică ca făcând parte dintr-o comunitate culturală sau lingvistică. Aceste grupuri karene locuiesc în principal în statul Kayin, în sudul și sud-estul Myanmarului. Karenii reprezintă aproximativ șapte procente din populația birmaneză. Mulți kareni au migrat în Thailanda, stabilindu-se mai ales la granița dintre Myanmar și Thailanda. Unii kareni s-au stabilit în Insulele Andaman și Nicobar, India și alte țări din Asia de Sud-Est și Asia de Est.
Grupurile karene în ansamblu sunt adesea confundate cu tribul padaung, cunoscut mai ales pentru inelele de gât purtate de femei, dar sunt doar un subgrup de kareni roșii (karenni), unul dintre triburile kayah din statul Kayah, Myanmar.
Grupurile de insurgenți kareni, conduse în principal de Uniunea Națională Karenă (KNU), au purtat război împotriva guvernului birman încă din 1949. Scopul inițial al KNU a fost de a crea un stat independent karen numit Kawthoolei, dar din 1976 și-a canalizat eforturile spre crearea unui sistem federal în Myanmar. Chiar și așa, KNU a refuzat invitațiile de a negocia cu guvernul birmanez.